# Anthropornis

Předpokládaná výška Anthropornise (vlevo) v porovnání s průměrně vysokým mužem (uprostřed) a největším dnes žijícím druhem tučňáka – tučňákem císařským (vpravo)

Anthropornis (latinsky doslova člověkopták) je rod obřích tučňáku, kteří žili ve třetihorách, zhruba před čtyřiceti miliony lety, tedy v období pozdního eocénu a počínajícího oligocénu. Dosahovali výšky 170–200 cm a vážili odhadem kolem 90–100 kg.
Kosti těchto obřích druhů objevili paleontologové na Seymourově ostrově u antarktického poloostrova. Typový druh Anthropornis nordenskjoeldi byl objeven také na Novém Zélandu a v Adélině Zemi. Stáří kosterních pozůstatků je odhadováno zhruba na 45–33 milionů let. Ačkoli je lokalita bohatá na tyto exempláře, drtivá většina z nich je zvětráním izolovaná, což znamená, že zhruba jen dva kostní nálezy ze sta jsou složeny z více než jedné části – ostatní jsou jen osamocené kostní články. Prostřednictvím titěrné a trpělivé práce paleontologů se po bližším zkoumání podařilo nalézt jednotlivé kůstky nohou či křídel. Když na těchto místech leží pozůstatky asi tucty druhů s podobnými parametry, není jednoduché správně určit, která kost ke kterému jedinci patří. V 60. letech se paleontolog Brian J. Marples právě z oněch důvodu a obezřetnosti jemu vlastní, neodvážil alespoň hrubě označit, o jakého jedince se pravděpodobně jedná. Proto nálezy pouze očísloval a uvedl jen nutné informace. Takto označené pak byly uchovány ve sbírce.
Až o 42 let později se jiný paleontolog, Piotr Jadwiszczak, pokusil jednotlivé kosti poskládat. Podařilo se mu mimo jiné zrekonstruovat křídelní skelet, což napomohlo odkrýt, jak asi zástupci z rodu Anthropornis vypadali, jaké dorůstali výšky či jak zdatnými byli plavci a potápěči.
Jeho křídlo je v porovnání s moderními druhy robustnější, což značí, že dosahoval o mnoho vyšších rozměrů – údajně až dvoumetrové výšky. Skladba jednotlivých kostí rovněž ukazuje, že by mohl být rod Anthropornis dnešním druhům blízce příbuzný, s čímž se dříve nepočítalo. Jadwiszczak se také domnívá, že tito obří tučňáci mohli být ještě lepšími plavci a potápěči než je třeba tučňák císařský, u kterého existuje záznam o potopení do hloubky větší než 550 metrů. Masivní křídla, jimiž byl Anthropornis nordenskjoeldi obdařen, značí, že by měl zdolat ještě větší hloubky než žijící rekordman. Na druhou stranu je Jadwiszczakovo tvrzení zpochybňováno, a to z důvodu netypicky šikmého sklonu křídla, resp. pažní kosti. Pro plavání je ale nejspíš sklon křídel nepodstatný. Mnoho moderních druhů ptáků drží křídla v částečně složené – přitažené – poloze, a přesto provádí hluboké ponory. Jadwiszczakovo tvrzení ale ještě podporuje obecný vztah mezi velikostí a hloubkou potápění u čtyřnožců. U mořských ptáků a savců existuje silná pozitivní korelace mezi tělesnou hmotností a maximální hloubkou ponoru. Podobně jako u žijících druhů tučňáků, čím vyšší či těžší pták, tím hlubší ponor. Lze se domnívat, že tatáž zákonitost panovala i před desítkami miliony let.